# Sakina Karchaoui
Sakina Karchaouiⓘ (ur. 26 stycznia 1996 w Salon-de-Provence) – francusko-marokańska piłkarka, grająca na pozycji obrończyni w klubie Paris Saint-Germain F.C. oraz w reprezentacji Francji. Uczestniczka Igrzysk Olimpijskich 2016 w Rio de Janeiro i 2024 w Paryżu, Mistrzostw Świata 2019 i 2023 oraz Mistrzostw Europy 2017 i 2022.

## Statystyki

### Klubowe
Na podstawie:
| Klub                | Sezonów | Liga                | Liga  | Liga   | Puchar krajowy | Puchar krajowy | Kontynentalne | Kontynentalne | Suma  | Suma   |
| Klub                | Sezonów | Liga                | Mecze | Bramki | Mecze          | Bramki         | Mecze         | Bramki        | Mecze | Bramki |
| ------------------- | ------- | ------------------- | ----- | ------ | -------------- | -------------- | ------------- | ------------- | ----- | ------ |
| Montpellier HSC     | 8       | Division 1 Féminine | 116   | 6      | 0              | 0              | 6             | 0             | 122   | 6      |
| Olympique Lyon      | 2       | Division 1 Féminine | 18    | 0      | 1              | 0              | 8             | 0             | 27    | 0      |
| Paris Saint-Germain | 4       | Division 1 Féminine | 57    | 7      | 11             | 1              | 32            | 1             | 86    | 8      |
|                     | Łącznie | Łącznie             | 191   | 13     | 12             | 1              | 46            | 1             | 249   | 15     |

### Reprezentacyjne
Na podstawie:
| Mecze i gole w reprezentacji podczas Mistrzostw Świata 2019 | Mecze i gole w reprezentacji podczas Mistrzostw Świata 2019 | Mecze i gole w reprezentacji podczas Mistrzostw Świata 2019 | Mecze i gole w reprezentacji podczas Mistrzostw Świata 2019 | Mecze i gole w reprezentacji podczas Mistrzostw Świata 2019 | Mecze i gole w reprezentacji podczas Mistrzostw Świata 2019 | Mecze i gole w reprezentacji podczas Mistrzostw Świata 2019 | Mecze i gole w reprezentacji podczas Mistrzostw Świata 2019 |
| Lp.                                                         | Data                                                        | Miasto                                                      | Przeciwnik                                                  | Wynik                                                       | Gole                                                        | Inne                                                        | Faza rozgrywek                                              |
| ----------------------------------------------------------- | ----------------------------------------------------------- | ----------------------------------------------------------- | ----------------------------------------------------------- | ----------------------------------------------------------- | ----------------------------------------------------------- | ----------------------------------------------------------- | ----------------------------------------------------------- |
| 1.                                                          | 23.06.2019                                                  | Le Havre                                                    | Brazylia                                                    | 2:1 pd. (0:0)                                               |                                                             |                                                             | 1/8 finału                                                  |

| Mecze i gole w reprezentacji podczas Mistrzostw Świata 2023 | Mecze i gole w reprezentacji podczas Mistrzostw Świata 2023 | Mecze i gole w reprezentacji podczas Mistrzostw Świata 2023 | Mecze i gole w reprezentacji podczas Mistrzostw Świata 2023 | Mecze i gole w reprezentacji podczas Mistrzostw Świata 2023 | Mecze i gole w reprezentacji podczas Mistrzostw Świata 2023 | Mecze i gole w reprezentacji podczas Mistrzostw Świata 2023 | Mecze i gole w reprezentacji podczas Mistrzostw Świata 2023 |
| Lp.                                                         | Data                                                        | Miasto                                                      | Przeciwnik                                                  | Wynik                                                       | Gole                                                        | Inne                                                        | Faza rozgrywek                                              |
| ----------------------------------------------------------- | ----------------------------------------------------------- | ----------------------------------------------------------- | ----------------------------------------------------------- | ----------------------------------------------------------- | ----------------------------------------------------------- | ----------------------------------------------------------- | ----------------------------------------------------------- |
| 1.                                                          | 23.07.2023                                                  | Sydney                                                      | Jamajka                                                     | 0:0 (0:0)                                                   |                                                             |                                                             | Faza grupowa                                                |
| 2.                                                          | 29.07.2023                                                  | Brisbane                                                    | Brazylia                                                    | 2:1 (1:0)                                                   |                                                             | 69'                                                         | Faza grupowa                                                |
| 3.                                                          | 08.08.2023                                                  | Adelaide                                                    | Maroko                                                      | 4:0 (3:0)                                                   |                                                             | asysta                                                      | 1/8 finału                                                  |
| 4.                                                          | 12.08.2023                                                  | Brisbane                                                    | Australia                                                   | 0:0 (k.6:7)                                                 |                                                             |                                                             | Ćwierćfinał                                                 |

## Sukcesy
Na podstawie:

### Klubowe
- Liga Mistrzyń UEFA 2019/20
- Puchar Francji 2019/20, 2021/22, 2023/24